# Volta a Llombardia 2016
La Volta a Llombardia 2016, 110a edició de la Volta a Llombardia, es disputà el dissabte 1 d'octubre de 2016, amb un recorregut de 240 km entre Como i Bèrgam. Aquesta va ser la 27a i darrera prova de l'UCI World Tour 2016.
El vencedor final fou el colombià Esteban Chaves (Orica-BikeExchange), que s'imposà a l'esprint als seus dos companys d'escapada, l'italià Diego Rosa (Astana Qazaqstan Team) i al també colombià Rigoberto Urán (Cannondale).

## Equips participants
El 18 equips UCI World Tour són presents en aquesta cursa, així com set equips continentals professionals convidats: 
| WorldTeams (18)- AG2R La Mondiale - Astana - BMC Racing Team - Cannondale-Drapac - Dimension Data - Etixx-Quick Step - FDJ - Giant-Alpecin - IAM Cycling - Katusha - Lampre-Merida - Lotto NL-Jumbo - Lotto-Soudal - Movistar Team - Orica-BikeExchange - Sky - Tinkoff - Trek-Segafredo Equips continentals professionals (7)- Androni Giocattoli-Sidermec - Bardiani CSF - CCC Sprandi Polkowice - Cofidis, Solutions Crédits - Gazprom-RusVelo - Nippo-Vini Fantini - Wilier Triestina-Southeast |
| |

## Classificació final
| \| Classificació general \| Classificació general \| Classificació general \| Classificació general \| Classificació general \| \| Corredor \| Corredor \| Equip \| Temps \| \| \| --------------------- \| --------------------------- \| --------------------------- \| --------------------- \| --------------------- \| \| 1r \| Esteban Chaves Rubio \| Orica-BikeExchange \| 6h 26' 36" \| \| \| 2n \| Diego Rosa \| Astana \| + 0" \| \| \| 3r \| Rigoberto Urán \| Cannondale-Drapac \| + 0" \| \| \| 4t \| Romain Bardet \| AG2R La Mondiale \| + 6" \| \| \| 5è \| Davide Villella \| Cannondale-Drapac \| + 1' 19" \| \| \| 6è \| Alejandro Valverde Belmonte \| Movistar Team \| + 1' 24" \| \| \| 7è \| Robert Gesink \| LottoNL-Jumbo \| + 1' 24" \| \| \| 8è \| Warren Barguil \| Giant-Alpecin \| + 1' 24" \| \| \| 9è \| Alessandro De Marchi \| BMC Racing Team \| + 1' 24" \| \| \| 10è \| Pierre Latour \| AG2R La Mondiale \| + 1' 24" \| \| \| 11è \| Fabio Aru \| Astana \| + 1' 26" \| \| \| 12è \| Gianluca Brambilla \| Etixx-Quick Step \| + 2' 04" \| \| \| 13è \| Rodolfo Torres Agudelo \| Androni Giocattoli-Sidermec \| + 2' 05" \| \| \| 14è \| Giovanni Visconti \| Movistar Team \| + 2' 42" \| \| \| 15è \| Rui Alberto Faria da Costa \| Lampre-Merida \| + 5' 02" \| \| \| 16è \| Matvei Mamikin \| Katusha \| + 5' 02" \| \| \| 17è \| Rudy Molard \| Cofidis, Solutions Crédits \| + 5' 02" \| \| \| 18è \| John Darwin Atapuma Hurtado \| BMC Racing Team \| + 5' 33" \| \| \| 19è \| Bauke Mollema \| Trek-Segafredo \| + 6' 24" \| \| \| 20è \| Jakob Fuglsang \| Astana \| + 6' 36" \| \| |                             |                             |            |
| |                             |                             |            |
| Fonts: ProCyclingStats Cycling Quotient |                             |                             |            |
| Classificació general |                             |                             |            |
| Corredor | Corredor                    | Equip                       | Temps      |
| 1r | Esteban Chaves Rubio        | Orica-BikeExchange          | 6h 26' 36" |
| 2n | Diego Rosa                  | Astana                      | + 0"       |
| 3r | Rigoberto Urán              | Cannondale-Drapac           | + 0"       |
| 4t | Romain Bardet               | AG2R La Mondiale            | + 6"       |
| 5è | Davide Villella             | Cannondale-Drapac           | + 1' 19"   |
| 6è | Alejandro Valverde Belmonte | Movistar Team               | + 1' 24"   |
| 7è | Robert Gesink               | LottoNL-Jumbo               | + 1' 24"   |
| 8è | Warren Barguil              | Giant-Alpecin               | + 1' 24"   |
| 9è | Alessandro De Marchi        | BMC Racing Team             | + 1' 24"   |
| 10è | Pierre Latour               | AG2R La Mondiale            | + 1' 24"   |
| 11è | Fabio Aru                   | Astana                      | + 1' 26"   |
| 12è | Gianluca Brambilla          | Etixx-Quick Step            | + 2' 04"   |
| 13è | Rodolfo Torres Agudelo      | Androni Giocattoli-Sidermec | + 2' 05"   |
| 14è | Giovanni Visconti           | Movistar Team               | + 2' 42"   |
| 15è | Rui Alberto Faria da Costa  | Lampre-Merida               | + 5' 02"   |
| 16è | Matvei Mamikin              | Katusha                     | + 5' 02"   |
| 17è | Rudy Molard                 | Cofidis, Solutions Crédits  | + 5' 02"   |
| 18è | John Darwin Atapuma Hurtado | BMC Racing Team             | + 5' 33"   |
| 19è | Bauke Mollema               | Trek-Segafredo              | + 6' 24"   |
| 20è | Jakob Fuglsang              | Astana                      | + 6' 36"   |